# Onderwijs in de Verenigde Staten
Het verplichte onderwijs in de Verenigde Staten beslaat dertien jaar. Het begint met een jaar kindergarten, een soort kleuterschool, gevolgd door 12 jaar klassikaal onderwijs, van de eerste tot en met de twaalfde klas. Daarom wordt dit systeem wel K-through-12 (of K-12) genoemd.
Over het algemeen wordt het openbare onderwijs plaatselijk bestuurd door een gekozen school committee, dat de richtlijnen van de staat moet volgen, maar verder zelf verantwoordelijk is voor het plaatselijke schoolsysteem. De scholen worden gefinancierd door plaatselijke belastingen en een bijdrage van de staat. Een nadeel van dit systeem is dat het over het algemeen niet mogelijk is om een school te bezoeken die niet valt onder het schoolcomité van de woonplaats.

## K-12
Op welke wijze het K-through-12 onderwijs in de praktijk wordt aangeboden is de verantwoordelijkheid van de plaatselijke schooldistricten.
De mogelijke opdelingen zijn als volgt:
| Opleiding         | Opleiding | Schooljaar                                       | Nederlands schooljaar                                                  | Vlaams schooljaar         | Leeftijd |
| ----------------- | --- | ------------------------------------------------ | ---------------------------------------------------------------------- | ------------------------- | -------- |
| Kindergarten      | (meestal gehuisvest in het gebouw van een Elementary School)                                                     | pre-K en K                                       | groep 1 en 2                                                           | kleuterklassen            | 3 – 5    |
| Elementary School | | 1e tot en met 4e klas                            | groep 3 – 6                                                            | 1e tot en met 4e leerjaar | 6 – 10   |
| Middle School     | Afhankelijk van het schooldistrict: Elementary of Middle School                                                  | 5e en 6e klas                                    | groep 7 en 8                                                           | 5e en 6e leerjaar         | 11 – 12  |
| Middle School     | Junior High School                                                                                               | 7e en 8e klas                                    | 1e en 2e klas                                                          | 1e en 2e middelbaar       | 13 – 14  |
| High School       | Afhankelijk van het schooldistrict: Senior Middle of Junior High School (soms ondergebracht in een apart gebouw) | Underclassman 9e klas (Freshman) 10e (Sophomore) | 3e klas                                                                | 3e middelbaar             | 15       |
| High School       | (soms Senior High School genoemd)                                                                                | Underclassman 9e klas (Freshman) 10e (Sophomore) | Bovenbouw 4e klas (Mavo, Havo, Vwo) 5e klas (Havo & Vwo) 6e klas (Vwo) | 4e middelbaar             | 16       |
| High School       | (soms Senior High School genoemd)                                                                                | Upperclassman 11e (Junior) 12e (Senior)          | Bovenbouw 4e klas (Mavo, Havo, Vwo) 5e klas (Havo & Vwo) 6e klas (Vwo) | 5e middelbaar             | 17       |
| High School       | (soms Senior High School genoemd)                                                                                | Upperclassman 11e (Junior) 12e (Senior)          | Bovenbouw 4e klas (Mavo, Havo, Vwo) 5e klas (Havo & Vwo) 6e klas (Vwo) | 6e middelbaar             | 18       |

Particuliere scholen volgen over het algemeen hetzelfde systeem om overstappen tussen het openbaar onderwijs en particulier onderwijs eenvoudiger te maken.

### Niveau
Gedurende het schooljaar worden leerlingen getoetst door hun leerkrachten en schoolrapporten worden met wisselende tussenpozen aan ouders afgegeven. Aan het einde van een termijn of aan het eind van het schooljaar wordt het niveau van de leerling aangegeven met een letter van A tot F, waarbij A het beste cijfer is en F een onvoldoende is (de meeste scholen hanteren geen E-niveau), dan wel een numeriek percentage. Waldorfscholen, de meeste democratische scholen en enkele particuliere scholen wijken hier van af en geven (vaak uitgebreide) omschrijvingen van de voortgang.
| +          |           | –         | +         |           | –         | +         |           | –         | +         |           | –         |          |
| 100.0–97.0 | 96.9–93.0 | 92.9–90.0 | 89.9–87.0 | 86.9–83.0 | 82.9–80.0 | 79.9–77.0 | 76.9–73.0 | 72.9–70.0 | 69.9–67.0 | 66.9–63.0 | 62.9–60.0 | 59.9–0.0 |

## Lager onderwijs

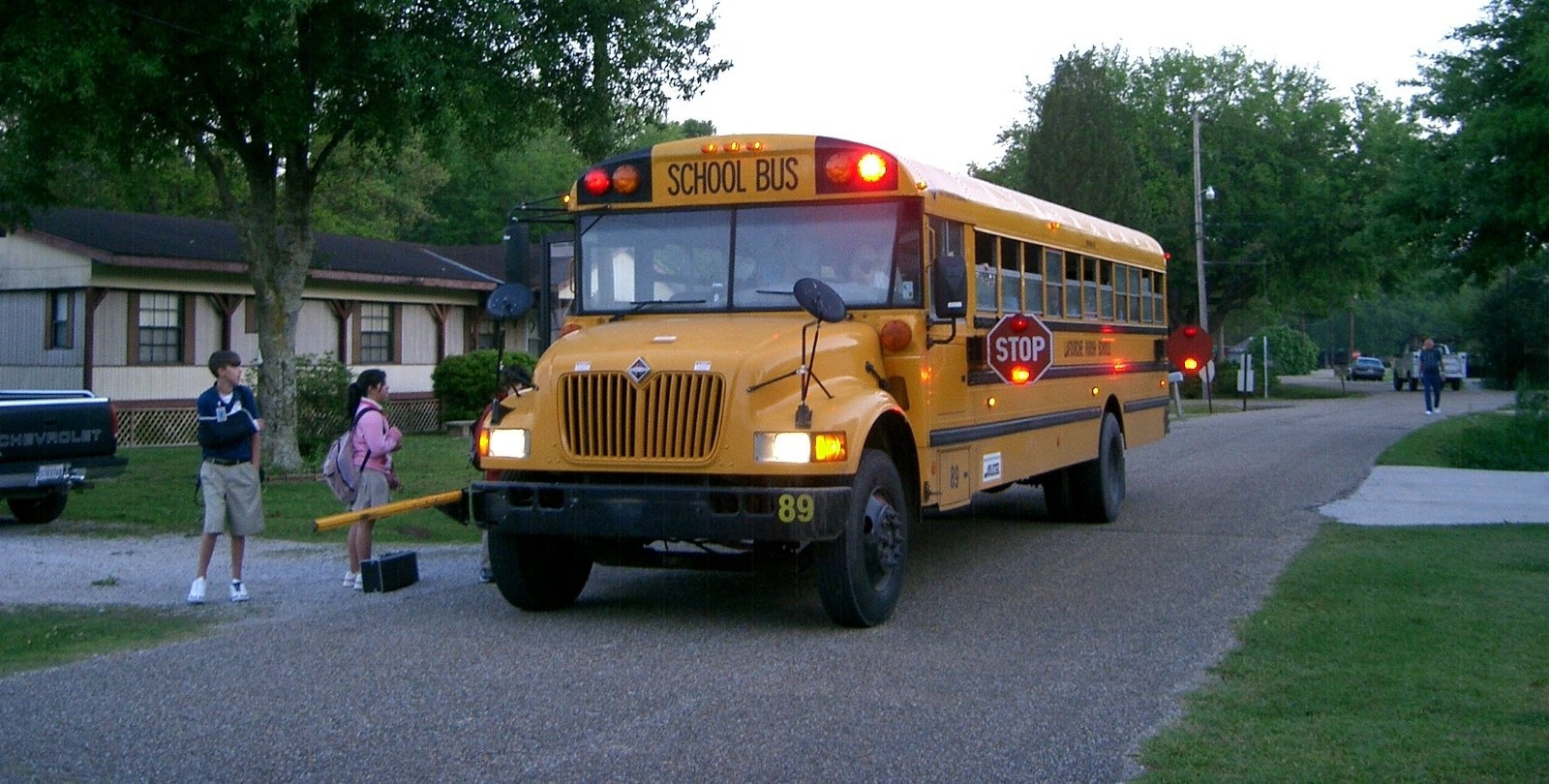

Het lager onderwijs bestaat in Amerika uit verschillende stappen.
Kinderen beginnen meestal op de leeftijd van vijf met onderwijs. Ze gaan dan eerst naar de kindergarten, die te vergelijken is met de Vlaamse/Nederlandse kleuterschool. De kindergarten en de hieraan voorafgaande onderwijsvormen worden gezamenlijk preschool (letterlijk “voorschool”) genoemd. Er bestaan ook onderwijs- en opvangmogelijkheden voor kinderen jonger dan vijf, maar deze worden doorgaans niet gefinancierd door de overheid. Deze onderwijs- en opvangmogelijkheden zijn vergelijkbaar met een peuterspeelzaal.
Na kindergarten volgt de Elementary School of Grade School. Deze bestaat doorgaans uit vijf klassen, die grades worden genoemd. Kinderen beginnen in de 1st Grade, en blijven op de school tot de 5th grade. Deze klassen zijn ruwweg te vergelijken met de lagere school in Vlaanderen of met groep 3 t/m 7 van een Nederlandse basisschool. Kinderen zitten op deze school van hun zesde tot hun twaalfde

## Middelbaar onderwijs

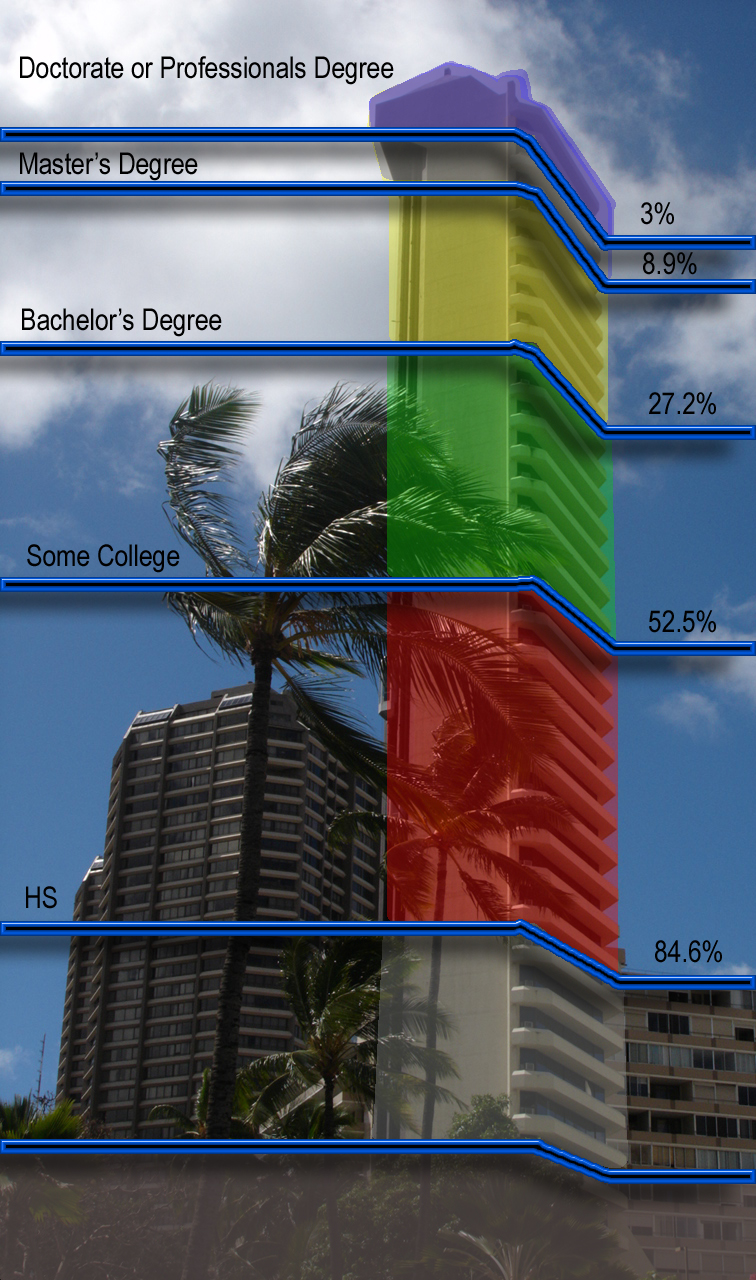
Opleidingen in de Verenigde Staten

De Amerikaanse middelbare school wordt high school genoemd en is meestal opgedeeld in een junior high of middle school (te vergelijken met middenschool of onderbouw) en een senior high (de bovenbouw). Er is weinig differentiatie zoals in Europa gebruikelijk is. Bovendien is de kwaliteit van de school sterk afhankelijk van waar deze staat. Het is namelijk het schooldistrict (te vergelijken met een gemeente of deelgemeente) dat voor de financiering zorgt. Een rijk district kan zich betere scholen veroorloven dan een arme wijk. Dit betekent dat de waarde van een highschool-diploma sterk varieert.
Wel bestaan er zaken als Advanced Placement, een programma dat aan een leerling de mogelijkheid geeft extra lessen te volgen die de toegang tot een bepaalde hogere studie moeten bevorderen. Ook hierbij geldt dat de school zelf de inhoud en het peil van het examen bepaalt. Een ander mechanisme om uitblinkers niet in de kou te zetten zijn de zogenaamde magnet schools, dit zijn scholen die extra geld krijgen om een bepaald centraal thema sterker te belichten. Zo zijn er scholen die natuurwetenschappen, kunsten of internationale betrekkingen als focus hebben.
Als gevolg van een scheiding van kerk en staat zijn de (mede) door de overheid gefinancierde openbare scholen sterk beperkt in op religie gebaseerde activiteiten en uitingen. Andersom ontvangen scholen met een religieuze achtergrond geen, of veel minder, overheidsbijdragen. Er is daarover veel strijd omdat met name de rechtervleugel van de Republikeinse Partij een stelsel voorstelt van "vouchers" (tegoedbonnen) die ouders in staat zouden moeten stellen zelf te bepalen aan wat voor school hun belastinggeld besteed wordt. Tegenstanders werpen op dat dit het onderwijs in de armere wijken nog slechter zou maken.
Het is niet ongebruikelijk dat bij de keuze van waar men een huis koopt het een grote rol speelt in welk schooldistrict het valt. Huizenprijzen kunnen sterk verschillen van district tot district. 3% van de ouders onderrichten hun kinderen in thuisonderwijs, al dan niet samen met andere ouders.

## Hoger onderwijs

### Beroepsonderwijs
Het Community College of Junior College  , is in de regel een tweejarige school en aan deze instituten is geen onderzoeksfunctie toegedeeld, dus krijgt men een associate degree.  Wel kunnen studenten vaak doorstromen naar de 3e en 4e jaar van reguliere colleges/universiteiten, de zgn. 4 year schools, waar na het afronden men hetzij een bachelor/master degree krijgt.

### Universitair onderwijs

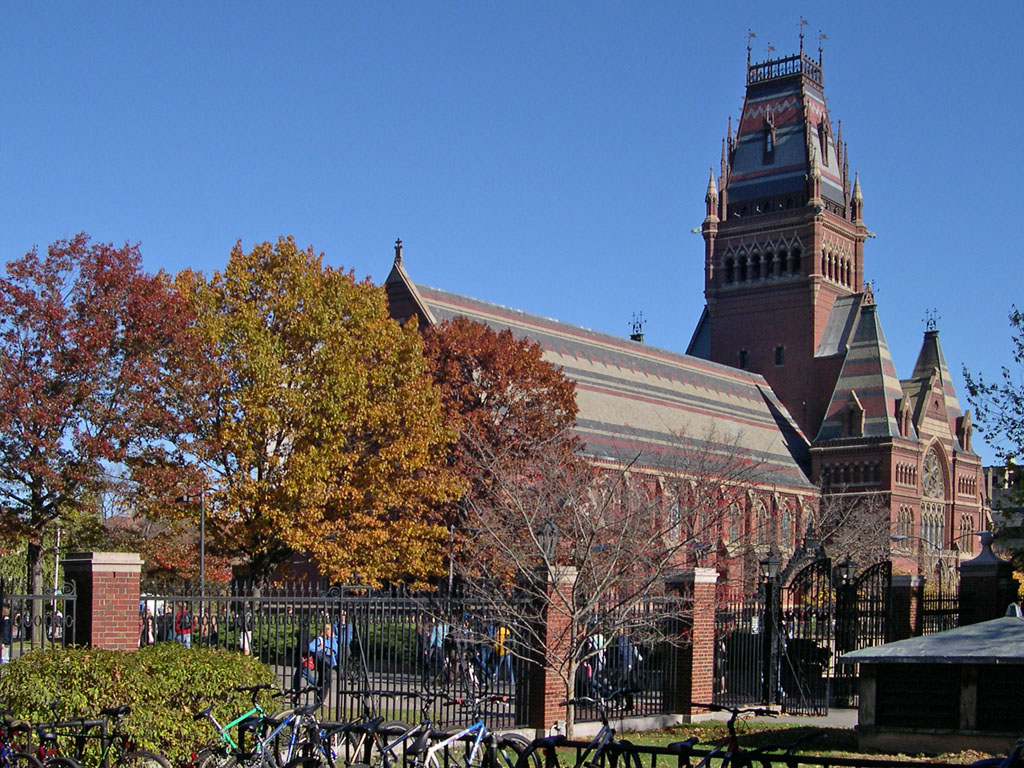
De Harvard-universiteit is een gerenommeerde Amerikaanse universiteit

Universitaire opleidingen zijn gewoonlijk ook vierjarig (freshman, sophomore, junior, senior) met een halfjaarlijks semester-systeem dat uitmondt in een BSc of BA.
Er zijn State Universities die betaald worden door de overheid van de betreffende staat. Voor studenten die kunnen aantonen sinds een bepaald aantal jaren inwoner van de staat te zijn is dit de goedkoopste mogelijkheid te studeren, omdat er in het algemeen twee tarieven zijn voor het collegegeld: in state en out of state. Een aantal State Universities zijn zogenaamde Land Grant Universities. Dit zijn scholen waaraan vaak al in de negentiende eeuw een schenking gedaan is door de overheid in de vorm van een flink stuk land. Indertijd lag dat land vaak in een afgelegen streek, maar nu is het vaak veel geld waard.
De State Universities worden meestal bestuurd door een eigen raad van toezicht en er is vanouds een Senaat waarin leden verkozen worden door de professoren. Hiernaast is er echter een hiërarchie van een kanselier, één of meer vice-kanseliers en een aantal decanen en vicedecanen, die een uitgebreide bureaucratie regeren. De laatste decennia is de macht van deze bureaucratie sterk toegenomen. NCSU heeft bijvoorbeeld in het laatste decennium een verdrievoudiging van de bureaucratie gezien bij een vrijwel gelijkblijven van de staf en een toename met 10% van de studenten. Het collegegeld is wel verdubbeld. In het verlengde van de no child left behind-politiek is er vaak ook druk op de docenten het percentage uitval onder de studenten te verminderen omdat dat meer staatsfondsen oplevert.
Naast de staatsuniversiteiten is er een groot aantal universiteiten die in privéhanden zijn. De collegegelden liegen er vaak niet om, maar zij zijn vaak erg prestigieus en ook van betere kwaliteit dan de staatsuniversiteiten. Het laten studeren van de kinderen is vaak een van de grootste financiële kopzorgen van Amerikaanse ouders en kan tot grote schuldenlasten leiden omdat men graag de kinderen toegang wil geven tot een goede maar dure Alma Mater. Naast inkomen uit de collegegelden verkrijgen universiteiten vaak ook veel geld van hun alumni, hun voormalige studenten. Dergelijke bijdragen zijn aftrekbaar van de belastingen.
Aan universiteiten wordt in de regel ook onderzoek bedreven. De fondsen daarvoor moeten de professoren zelf zien te verwerven bij de Funding Agencies. Men werkt met een tenure-stelsel. Iemand wordt aangenomen als Assistant Professor en heeft dan een aantal jaren te bewijzen dat hij/zij in staat is een voldoende aantal publicaties in gerenommeerde tijdschriften aanvaard te krijgen en -nog belangrijker- een aantal aanvragen voor fondsen los te krijgen. Daarna wordt besloten of iemand een vaste aanstelling krijgt, tenure geheten. Hiernaast bestaan ook non-tenureaanstellingen die meestal per 2 of 3 jaar hernieuwd worden (of niet). Lectoren hebben in de regel een dergelijke aanstelling. Zij worden vaak gebruikt om de onderwijstaken te vervullen, maar ook de hoogleraren hebben een gedeeltelijke onderwijstaak. Zij bezien deze echter vaak als een lastige tijdverspilling omdat zij eigenlijk alleen op hun onderzoekssucces beoordeeld worden.
Iedere hoogleraar wordt geacht een aantal grad students in te huren. Zij blijven meestal ca. 4 jaar om hun onderzoek te doen en te promoveren. Afhankelijk van hoeveel geld hun advisor heeft, zijn zij ofwel RA (Research Assistant) of TA (Teaching Assistent). In het laatste geval neemt de universiteit een deel van hun salaris voor haar rekening maar moeten zij een deel van hun tijd besteden aan het geven van onderwijs aan de undergraduates. Hoewel de meeste grads na het behalen van hun Mastergraad het plan hebben PhD te worden (een doctoraat te behalen), is het niet ongebruikelijk dat hun advisor na enige tijd besluit dat zij niet voldoende gepresteerd hebben. Halverwege hun studie doen zij een prelim (voorlopig examen), waarbij de levensvatbaarheid van hun onderzoek aangetoond dient te worden. Voldoet hun onderzoek niet aan de norm, wordt hun vaak de keus gegeven genoegen te nemen met een Masters-titel.

## Schoolcijfers
Het Amerikaanse rapportcijfer wordt vaak in een lettersysteem uitgedrukt, hoewel men de individuele test vaak wel in een percentage van 0-100 uitdrukt. De letters worden op hun beurt weer omgezet in grade points op een schaal van 1-4. Er zijn variaties, maar vaak wordt het volgende systeem gehanteerd:
| percentage | letter | betekenis           | grade points |
| ---------- | ------ | ------------------- | ------------ |
| 97-100     | A+     | uitstekend          | 4.00         |
| 93-97      | A      | goed                |              |
| 90-93      | A-     | iets minder goed    |              |
| 87-90      | B+     |                     |              |
| 83-87      | B      | redelijk            | 3.00         |
| 80-83      | B-     |                     |              |
| 77-80      | C+     |                     |              |
| 73-77      | C      | soms onvoldoende    | 2.00         |
| 70-73      | C-     |                     |              |
| 67-70      | D+     |                     |              |
| 63-67      | D      | meestal onvoldoende | 1.00         |
| 60-63      | D-     |                     |              |
| <60        | F      | zwaar onvoldoende   | 0.00         |